# Bichlbauernfilz mit Schwaigsee

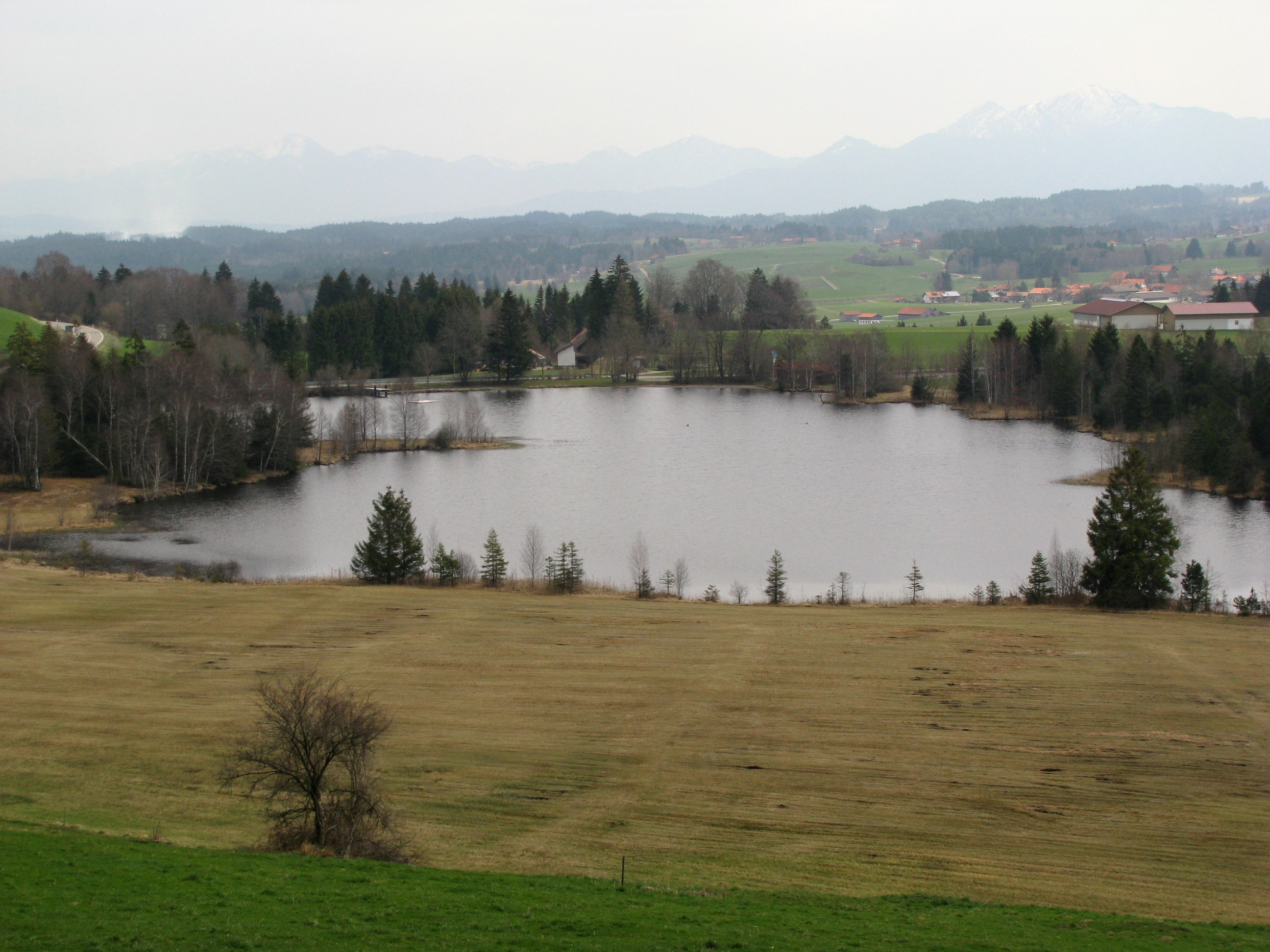
Bichlbauernfilz mit Schwaigsee (April 2012)

Das Naturschutzgebiet Bichlbauernfilz mit Schwaigsee liegt auf dem Gebiet der Gemeinde Wildsteig im Landkreis Weilheim-Schongau in Oberbayern.
Das 44,3 ha große Gebiet mit der Nr. NSG-00185.01, das im Jahr 1997 unter Naturschutz gestellt wurde, erstreckt sich östlich des Kernortes Wildsteig direkt an der am nördlichen Rand verlaufenden St 2059. Östlich fließt die Ammer und verläuft die B 23, östlich erstreckt sich auch das 32,4 ha große Naturschutzgebiet Ammerschlucht an der Echelsbacher Brücke. Im Gebiet liegt der Schwaigsee.